# آناستوموز عروقی
آناستوموز عروقی (انگلیسی: Circulatory anastomosis) به معنی ایجاد یک پیوند بین عروق است. پیوند ممکن است بین شریان و ورید یا شریانی-وریدی (arterio-venous anastomosis) پیوند بین ورید با ورید (veno-venous) یا شریان با شریان (arterio-arterial) باشد. این پیوندها گاه به صورت طبیعی (فیزیولوژیک) می‌باشد، گاه به صورت غیرطبیعی (پاتولوژیک) و گاه ناشی از اقدامات درمانی (ایاتروژنیک).

## آناستوموز عروقی فیزیولوژیک
مانند حلقه ویلیس، عروق کرونری، قوس عروقی کف دست و …

## آناستوموز عروقی پاتولوژیک
مانند آناستوموزهای عروقی بین سیستم پورت و سیستم وناکاوا ناشی از افزایش فشار ورید پورت (واریس مری، کاپوت مدوزا، هموروئید) و فیستول عروقی.

## آناستوموز عروقی ایاتروژنیک
گاه برای برخی اقدامات درمانی تعمدا آناستوموز عروقی توسط پزشک ایجاد می‌شود مانند انجام دیالیز.